# Ingrid Kristiansen
Ingrid Kristiansen, född 21 mars 1956 i Trondheim, är en norsk friidrottare (långdistanslöpare).  Under 1980-talets senare hälft var Kristiansen kanske den största löparstjärnan på de längre distanserna. Kristiansen slog flera gånger världsrekorden på såväl 5 000 och 10 000 meter som marathon.
Kristiansen har segrat i de största internationella maratonloppen, såsom New York Marathon och Chicago, Boston samt London. I mästerskapssammanhang var Kristiansens kanske främsta insats fjärdeplatsen vid OS i Los Angeles 1984.
Som yngre tillhörde hon elitskiktet på nationell nivå även i längdskidåkning. 1978 deltog hon vid skid-VM i Lahti, där hon som bäst nådde en 21:a plats på 5 km.

## Personliga rekord
- 5 000 meter - 14.37,33
- 10 000 meter - 30.13,74
- Maraton - 2:21.06

## Utmärkelser
Kristiansen tilldelades Norska sportjournalisternas statyett 1986 och 1987.